# 聖伊西德羅縣
聖伊西德羅縣（西班牙語：Cantón de San Isidro），是哥斯達黎加的縣份，位於該國中北部，由埃雷迪亞省負責管轄，首府設於聖伊西德羅德埃爾赫內拉爾，面積26.96平方公里，海拔高度1,360米，2011年人口20,633人，人口密度每平方公里765.32人。